# Reprogenética
La reprogenética es un término que hace referencia a la unión de tecnologías de reproducción asistida e ingeniería genética que se encuentra en desarrollo, mientras técnicas como la Tecnología de Selección Germinal(en) se encuentran cada vez más disponibles y potentes. El término fue acuñado por Lee M. Silver un profesor de biología molecular de la Universidad de Princeton en su libro de 1997 Remaking Eden.

## Descripción
Según Silver, la reprogenética supondrá avances en una serie de tecnologías todavía no alcanzadas, pero no imposibles en sí mismas. Entre ellas se encuentran las mejoras en la interpretación de los efectos de diferentes expresiones del ADN, la habilidad para obtener un gran número de embriones de mujeres, y una tasa mucho más elevada de reinserción exitosa de embriones en madres de acogida. El resultado final, de acuerdo con Silver, es que los padres que puedan pagar serán capaces de seleccionar las características genéticas de sus propios hijos, lo que según Silver dará lugar a una serie de cambios sociales en las décadas posteriores a su aplicación. Las posibles primeras aplicaciones, sin embargo, podrían estar más cerca de la eliminación de enfermedades genéticas transmitidas a los hijos.
Según este autor, las principales diferencias entre reprogenética y eugenesia, es que la mayoría de los programas de eugenesia fueron programas obligatorios impuestos a los ciudadanos por los gobiernos que intentan adoptar un objetivo final, mientras que la reprogenética se llevaría a cabo por los propios padres, que tratarían de mejorar a sus hijos con las mismas motivaciones que los impulsan a pagar cursos costosos de preparación para pruebas estandarizadas (Por ejemplo, el SAT).
Según bioético James Hughes, mientras que la eugenesia hubiera requerido una selección continua para la crianza de los «aptos» y un sacrificio de los «no aptos», el acceso universal a la reprogenética proporcionada por un Estado social permitiría la conversión de todos los «no aptos» al más alto nivel genético. Sin embargo, él comparte la preocupación de Silver de que el acceso desigual a la reprogenética podría crear una sociedad dividida en «GenoRicos» y «GenoPobres», los que «tienen» y los que «no tienen» mejoras genéticas. La película Gattaca sería un ejemplo en la ficción de este último escenario).
Silver, especula al final de su libro que los GenoRicos y los «Naturales» podrían, con el tiempo, incluso volverse especies separadas, incapaces de cruzarse entre ellas. Sin embargo, ahora Silver acepta la crítica hecha por muchos biólogos evolutivos de que la especiación no puede ocurrir sin un estricto aislamiento reproductivo y es por tanto muy poco probable que ocurra.
La otra diferencia es que ahora se sabe que el concepto de pureza genética a través de la eugenesia es equivocado: esta forma de pureza genética, en la medida en que es significativa, es realmente endógama y resulta en una salud pobre e infertilidad mientras el resultado final de la reprogenética en el acervo génico reduciría la incidencia de enfermedades genéticas y potencialmente incrementaría el CI genético.